# Близнаците
Близнаците са два съседни конусообразни върха на Мусаленския рид в Маришкия дял на Източна Рила – Голям Близнак (2779 m) и Малък Близнак (2772 m). Разделени са от седловина. Издигат се над циркуса на Маричините езера. Изградени са от гранит и западните им склонове стръмно се спускат към долината на река Бели Искър.
Голям Близнак се състои от два върха, свързани с тесен скалист гребен. Край Близнаците минава пътека между хижа Мусала и хижа Грънчар (лавиноопасна).
Близнаците са трудни за изкачване. От тях се откриват великолепни изгледи.